# Liste des intercommunalités de la Sarthe

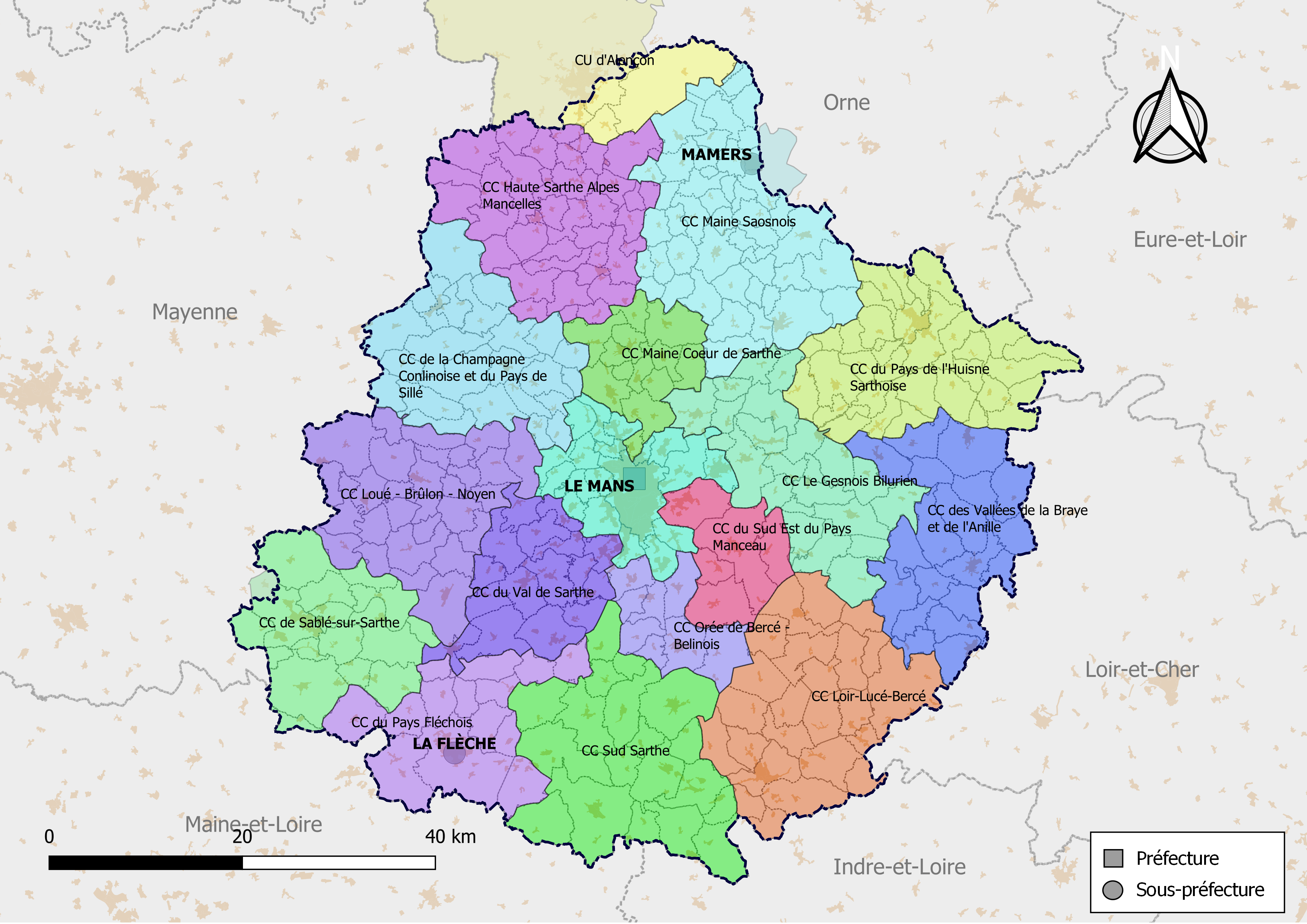
Carte des EPCI de la Sarthe au 1er janvier 2019.

Depuis le 1er janvier 2017, le département de la Sarthe compte 16 établissements publics de coopération intercommunale à fiscalité propre dont le siège est dans le département (une communauté urbaine et 15 communautés de communes), dont 2 qui sont interdépartementaux.  Par ailleurs 5 communes sarthoises sont membres de la communauté urbaine d’Alençon (hors département et région).

## Intercommunalités à fiscalité propre en 2018
| Forme juridique                                           | Nom                                               | no SIREN  | Date de création | Nombre de communes     | Population (der. pop. légale) | Superficie (km2) | Densité (hab./km2) | Siège                   | Président               |
| --------------------------------------------------------- | ------------------------------------------------- | --------- | ---------------- | ---------------------- | ----------------------------- | ---------------- | ------------------ | ----------------------- | ----------------------- |
| Communauté urbaine                                        | CU Le Mans Métropole                              | 247200132 | 19 novembre 1971 | 20                     | 209 413 (2021)                | 272,50           | 769                | Le Mans                 | Stéphane Le Foll        |
| Communauté de communes                                    | CC Le Gesnois Bilurien                            | 200072684 | 1er janvier 2017 | 21                     | 30 265 (2022)                 | 396,70           | 76                 | Montfort-le-Gesnois     | Christophe Chaudun      |
| Communauté de communes                                    | CC du Val de Sarthe                               | 247200629 | 21 décembre 1994 | 16                     | 30 417 (2021)                 | 285,0            | 107                | La Suze-sur-Sarthe      | Emmanuel Franco         |
| Communauté de communes                                    | CC du Pays Sabolien                               | 247200090 | 30 décembre 1999 | 17 (dont 1 dans la 53) | 28 355 (2021)                 | 365,70           | 78                 | Sablé-sur-Sarthe        | Marc Joulaud            |
| Communauté de communes                                    | CC du Pays de l'Huisne Sarthoise                  | 247200686 | 27 décembre 1996 | 33                     | 28 401 (2021)                 | 467,90           | 61                 | La Ferté-Bernard        | Didier Reveau           |
| Communauté de communes                                    | CC Maine Saosnois                                 | 200072676 | 1er janvier 2017 | 51 (dont 2 dans le 61) | 27 534 (2021)                 | 610,10           | 45                 | Marolles-les-Braults    | Frédéric Beauchef       |
| Communauté de communes                                    | CC du Pays Fléchois                               | 247200348 | 1er janvier 2001 | 14                     | 26 932 (2021)                 | 336,20           | 80                 | La Flèche               | Guy-Michel Chauveau     |
| Communauté de communes                                    | CC Loir-Lucé-Bercé                                | 200070373 | 1er janvier 2017 | 24                     | 23 323 (2021)                 | 537,20           | 43                 | Montval-sur-Loir        | Béatrice Pavy-Morançais |
| Communauté de communes                                    | CC Sud Sarthe                                     | 200073112 | 1er janvier 2017 | 19                     | 22 577 (2021)                 | 542,60           | 42                 | Aubigné-Racan           | François Boussard       |
| Communauté de communes                                    | CC Haute Sarthe Alpes Mancelles                   | 200072700 | 1er janvier 2017 | 38                     | 22 571 (2021)                 | 489,30           | 46                 | Fresnay-sur-Sarthe      | Philippe Martin         |
| Communauté de communes                                    | CC Maine Cœur de Sarthe                           | 200068963 | 1er janvier 2017 | 13                     | 21 754 (2021)                 | 187,70           | 116                | Sainte-Jamme-sur-Sarthe | Véronique Cantin        |
| Communauté de communes                                    | CC Orée de Bercé - Bélinois                       | 247200447 | 28 décembre 1993 | 7                      | 19 472 (2022)                 | 148,20           | 131                | Écommoy                 | Nathalie Dupont         |
| Communauté de communes                                    | CC de la Champagne Conlinoise et du Pays de Sillé | 200072718 | 1er janvier 2017 | 24                     | 17 966 (2021)                 | 429,20           | 42                 | Conlie                  | Joël Metenier           |
| Communauté de communes                                    | LBN Communauté                                    | 200040475 | 1er janvier 2014 | 29                     | 17 921 (2021)                 | 464,0            | 39                 | Loué                    | Daniel Coudreuse        |
| Communauté de communes                                    | CC du Sud-Est du Pays Manceau                     | 247200421 | 28 décembre 1993 | 5                      | 17 812 (2021)                 | 176,80           | 101                | Parigné-l'Évêque        | Martine Renaut          |
| Communauté de communes                                    | CC des Vallées de la Braye et de l'Anille         | 200072692 | 1er janvier 2017 | 19                     | 14 867 (2021)                 | 415,10           | 36                 | Saint-Calais            | Jacky Breton            |
| Intercommunalité dont le siège est situé hors département |                                                   |           |                  |                        |                               |                  |                    |                         |                         |
| Communauté urbaine                                        | CU d'Alençon                                      | 246100663 | 31 décembre 1996 | 31 (dont 5 dans la 72) | 55 435 (2021)                 | 461,70           | 120                | Alençon (61)            | Joaquim Pueyo           |

|  | Composition au 1er janvier 2017 : Pays du Mans - Communauté urbaine Le Mans Métropole - Communauté de communes du Sud-Est du Pays Manceau - Communauté de communes de l'Orée de Bercé Bélinois - Communauté de communes Maine Cœur de Sarthe Pays de la Haute Sarthe - Communauté de communes Haute Sarthe Alpes Mancelles - Communauté de communes Maine Saosnois (dont deux communes de l'Orne) Communauté de communes de la Champagne Conlinoise et du Pays de Sillé Pays de la Vallée de la Sarthe - Communauté de communes Loué-Brûlon-Noyen - Communauté de communes du Val de Sarthe - Communauté de communes du Pays Sabolien (dont une commune de la Mayenne) | Pays Vallée du Loir - Communauté de communes du Pays Fléchois - Communauté de communes Sud Sarthe - Communauté de communes Loir-Lucé-Bercé Pays du Perche Sarthois - Communauté de communes Le Gesnois Bilurien - Communauté de communes des Vallées de la Braye et de l'Anille - Communauté de communes du Pays de l'Huisne Sarthoise Pays d'Alençon Communauté urbaine d'Alençon (cinq communes dans la Sarthe) |

## Répartition par pays

### Pays d'Alençon(dans le département de l'Orneet de laSarthe)
Au nord, le Pays d'Alençon, situé sur les deux départements de l'Orne et de la Sarthe, regroupe 105 communes sur 1 361,49 km² (dont 357,87 km² dans la Sarthe) et compte 88 909 habitants (2006) (dont 28 501 dans la Sarthe soit 5,2 % de la population départementale). Il regroupe les intercommunalités de la Sarthe suivantes : 
1. Communauté de communes du Massif de Perseigne (1995-2014)
2. Communauté de communes du Saosnois (1994-2016)

Ainsi que les intercommunalités de l'Orne suivantes :
1. Communauté urbaine d'Alençon (créée en 1996)
2. Communauté de communes du Bocage Carrougien (1996-2016)
3. Communauté de communes de l'Est Alençonnais (1993-2012)
4. Communauté de communes du Pays de Courtomer (1995-2012)
5. Communauté de communes du Pays d'Essay (1993-2012)
6. Communauté de communes du Pays Mêlois (1994-2012)
7. Communauté de communes du Pays de Sées (1996-2012)
8. Communauté de communes de la Vallée du Sarthon (1998-2012)

### Pays de la Haute Sarthe
Au nord-ouest, le Pays de la Haute Sarthe regroupe 79 communes sur 1 049,49 km² et compte 46 448 habitants (2006) soit 8,4 % de la population départementale. Il regroupe les intercommunalités suivantes : 
1. Communauté de communes de la Champagne Conlinoise  (1994-2016)
2. Communauté de communes des Alpes Mancelles (1994-2016)
3. Communauté de communes des Portes du Maine Normand (1996-2016)
4. Communauté de communes du Pays Belmontais (1994-2014)
5. Communauté de communes du Pays de Sillé (1993-2014)
6. Communauté de communes du Pays Marollais (1996-2016)
7. Communes ne faisant partie d'aucune communauté de communes : Mont-Saint-Jean, Nauvay.

### Pays de la Vallée de la Sarthe
À l'ouest, le Pays de la Vallée de la Sarthe regroupe 62 communes sur 1104,35 km² et compte 68 054 habitants (2006) soit 12,3 % de la population départementale. Il regroupe les intercommunalités suivantes :
1. Communauté de communes Loué-Brûlon-Noyen (créée en 2014)
2. Communauté de communes du Pays Malicornais (1994-2013)
3. Communauté de communes du Pays Sabolien (également sur le département de la Mayenne, créée en 2000)
4. Communauté de communes du Val de Sarthe (créée en 1994)

### Pays Vallée du Loir
Au sud, le Pays Vallée du Loir regroupe 65 communes sur 1433,11 km² et compte 76 782 habitants (2006) soit 13,9 % de la population départementale. Il regroupe les intercommunalités suivantes :
1. Communauté de communes Aune et Loir  (1995-2016)
2. Communauté de communes de Loir et Bercé  (1994-2016)
3. Communauté de communes de Lucé  (1992-2016)
4. Communauté de communes du Bassin Ludois  (1993-2016)
5. Communauté de communes du Canton de Pontvallain (1993-2016)
6. Communauté de communes du Pays Fléchois (créée en 1993)
7. Communauté de communes du Val du Loir (1994-2016)

### Pays du Mans
Au centre, le Pays du Mans regroupe 48 communes sur 814,54 km² et compte 250 676 habitants (2006) soit 45,3 % de la population départementale. Il regroupe les intercommunalités suivantes :
1. Le Mans Métropole  (créée en 1972)
2. Communauté de communes du Bocage Cénomans  (1999-2016)
3. Communauté de communes de l'Orée de Bercé Bélinois  (créée en 1993)
4. Communauté de communes des Portes du Maine  (1993-2016)
5. Communauté de communes des Rives de Sarthe (2000-2016)
6. Communauté de communes du Sud-Est du Pays Manceau (créée en 1993)

### Pays du Perche Sarthois
À l'est, le Pays du Perche Sarthois regroupe 86 communes sur 1415,06 km² et compte 76 533 habitants (2006) soit 13,8 % de la population départementale. Il regroupe les intercommunalités suivantes : 
1. Communauté de communes de l'Huisne Sarthoise (créée en 1996)
2. Communauté de communes Maine 301  (1994-2016)
3. Communauté de communes du Pays Bilurien  (1994-2016)
4. Communauté de communes des Vallées de la Braye et de l'Anille (créée en 2017)
5. Communauté de communes du Pays des Brières et du Gesnois (1993-2016)

## Historique du découpage intercommunal

### 2016
- Champrond[18], Courgenard[19], Gréez-sur-Roc[20], Lamnay[21], Melleray[22], Montmirail[23], Saint-Jean-des-Échelles[24], Saint-Maixent[25] et Saint-Ulphace[26] quittent la communauté de communes du Val de Braye le 31 décembre 2016 pour rejoindre la communauté de communes de l'Huisne Sarthoise.

### 2017
- Extension de Le Mans Métropole aux communes de Chaufour-Notre-Dame, Fay, Pruillé-le-Chétif, Saint-Georges-du-Bois et Trangé, issues de la communauté de communes du Bocage Cénomans[27].
- Extension de la communauté urbaine d'Alençon à la commune isolée de Villeneuve-en-Perseigne.
- Création de la communauté de communes de la Champagne Conlinoise et du Pays de Sillé par fusion de la communauté de communes de la Champagne Conlinoise et de la communauté de communes du Pays de Sillé[28].
- Création de la communauté de communes Sud Sarthe par fusion de la communauté de communes Aune et Loir, de la communauté de communes du Bassin Ludois et de la communauté de communes du canton de Pontvallain[29].
- Création de la communauté de communes Maine Saosnois par fusion de la communauté de communes Maine 301, de la communauté de communes du Saosnois et de la communauté de communes du Pays Marollais[30].
- Création de la communauté de communes des Vallées de la Braye et de l'Anille par fusion de la communauté de communes du Pays calaisien et de la communauté de communes du Val de Braye (réduite à 6 communes depuis le 31 décembre 2016)[31].
- Création de la communauté de communes « Le Gesnois Bilurien » par fusion de la communauté de communes du Pays Bilurien et de la communauté de communes du Pays des Brières et du Gesnois.
- Création de la communauté de communes Loir-Lucé-Bercé par fusion de la communauté de communes du Val du Loir, de la communauté de communes de Loir et Bercé et de la communauté de communes de Lucé.
- Création de la communauté de communes Haute Sarthe Alpes Mancelles par fusion de la communauté de communes du Pays Belmontais, de la communauté de communes des Alpes Mancelles et de la communauté de communes des Portes du Maine Normand.
- Création de la communauté de communes Maine Cœur de Sarthe par fusion de la communauté de communes des Portes du Maine et de la communauté de communes des Rives de Sarthe.